# Roch z Montpellieru

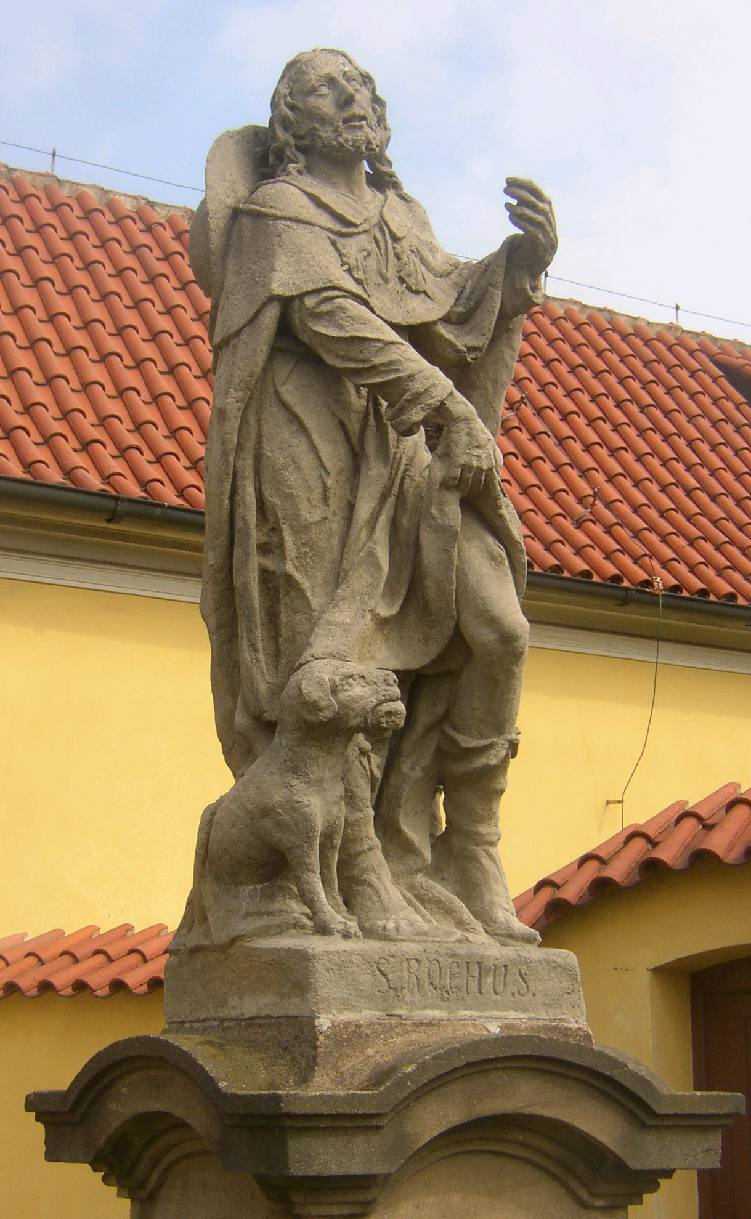
Socha sv. Rocha z roku 1751 před kostelem Panny Marie Vítězné na Bílé hoře v Praze

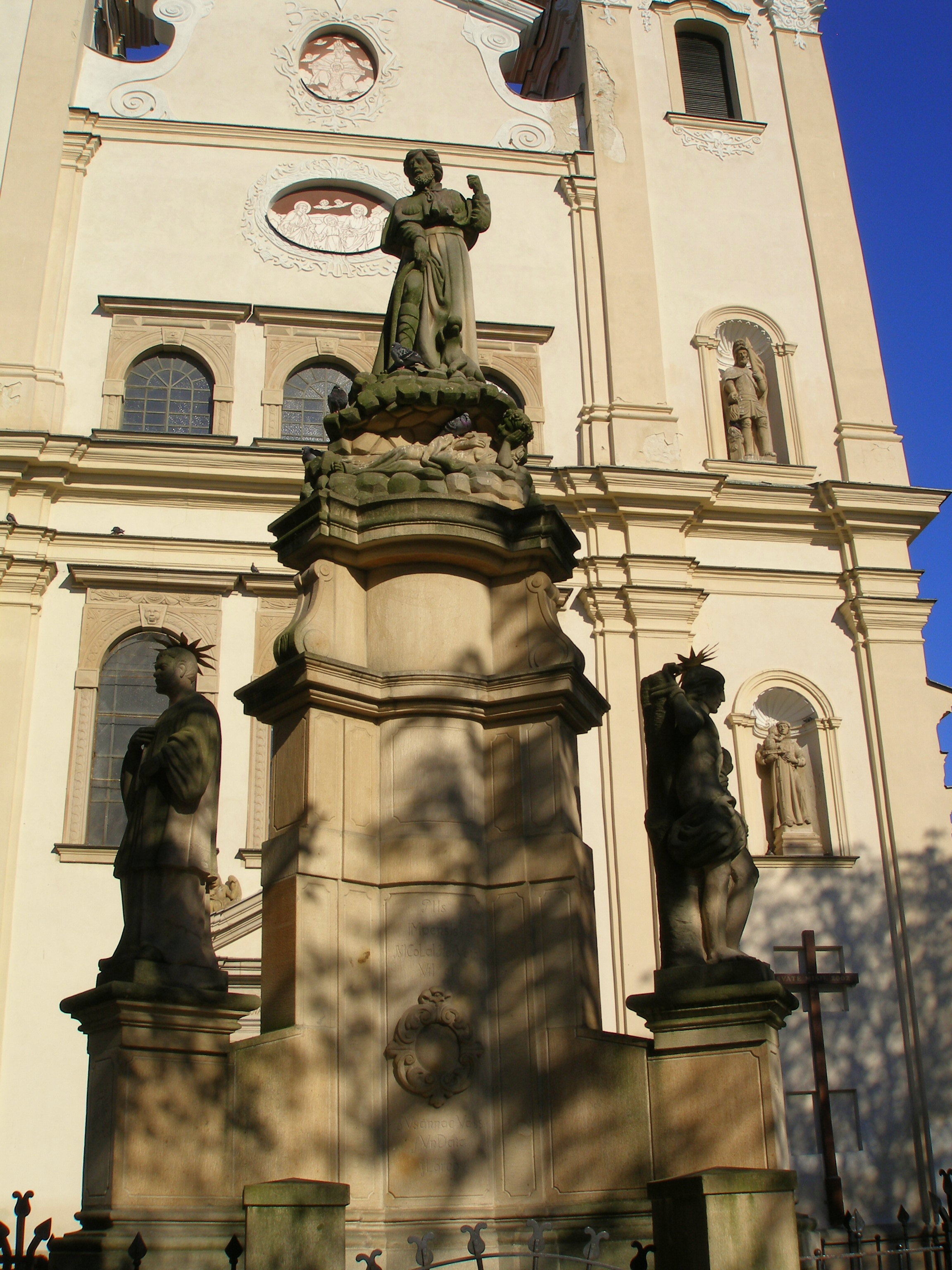
Sousoší sv. Rocha v Prešově

Svatý Roch z Montpellieru (okolo 1348, Montpellier – 15./16. srpna 1376/9, Voghera) je francouzský katolický světec, uctívaný jako patron proti moru.

## Život
Podle legendy pocházel ze zámožné rodiny z jihofrancouzského města Montpellier. Poté, co mu zemřeli rodiče, rozdal svůj majetek chudým a vypravil se jako prostý poutník do Říma. Během své cesty údajně řadu lidí zázračně uzdravil od moru, nakonec se však sám v Piacenze morem nakazil. Uchýlil se do ústraní za město, aby tam bez pomoci a sám zemřel, ale přidal se k němu jakýsi pes, který nemocnému Rochovi přinášel jídlo. Roch se překvapivě uzdravil a vrátil do svého rodného města. Tam, nikým nepoznán, byl uvržen do žaláře jako cizí vyzvědač. Roch se svou totožností nikomu nesvěřil, a tak vyšla najevo teprve poté, co pro něj po pětiletém věznění přišla smrt.

## Kult

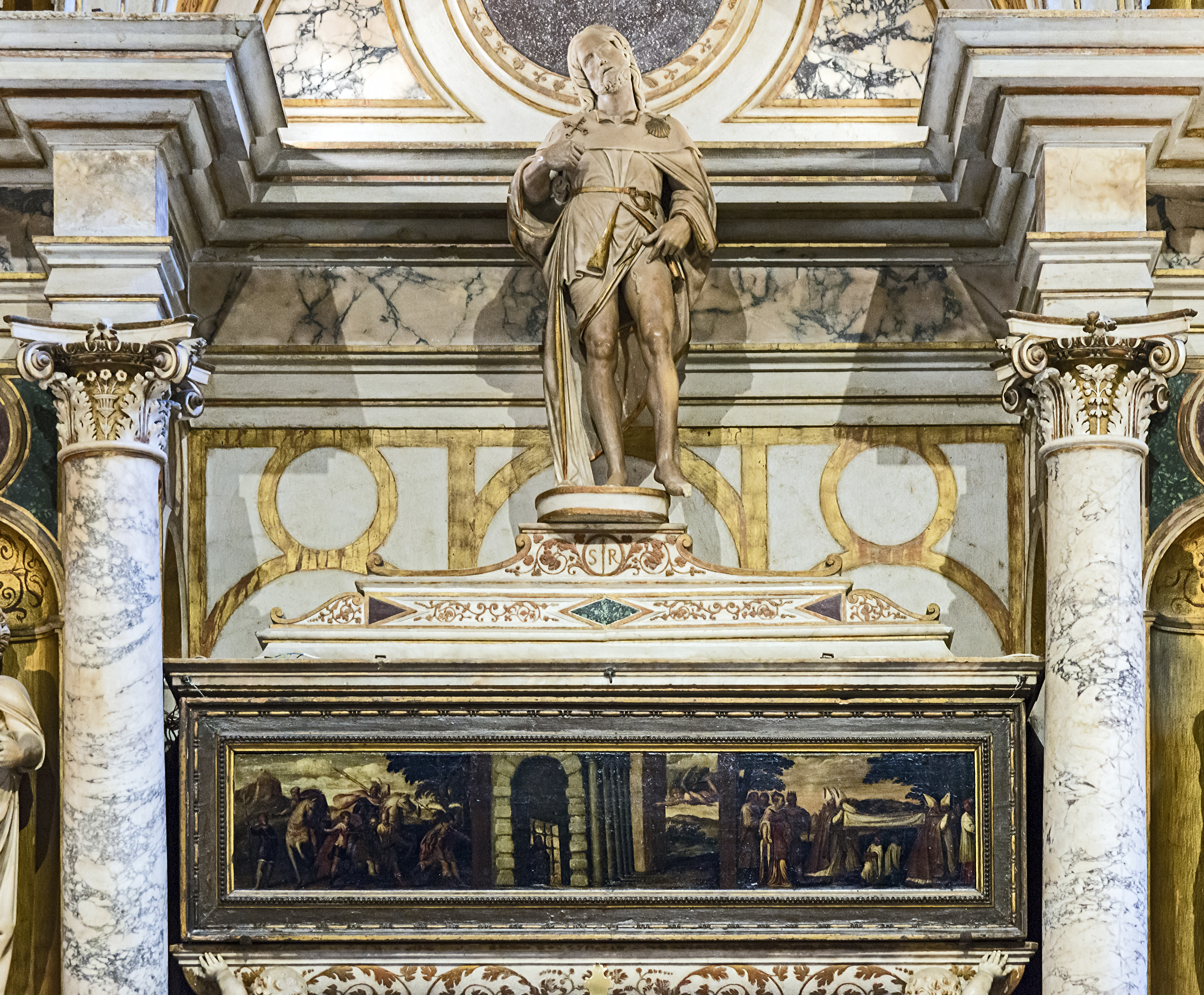
Hrob sv. Rocha v Benátkách

Již v 15. století se svatý Roch těšil velké oblibě a byly mu, podobně jako svatému Šebestiánovi, adresovány přímluvy za uzdravení nemocných při morových epidemiích. Střediskem jeho kultu se staly Benátky, kam byly Rochovy ostatky přeneseny. Rochova popularita byla velká zejména v Itálii, Francii a Německu. Rochův svátek připadá na 16. srpna.

## Ikonografie
Svatý Roch bývá znázorňován jako mladý zarostlý muž v poutnickém odění (široký klobouk a hůl), který si vykasává oděv na noze, takže jsou patrné praskající morové vředy na jeho stehně. Doprovází jej pes, který někdy olizuje hnis, vytékající z vředu na noze. Velmi častým protějškem svatého Rocha v sousoších či obrazech je svatý Šebestián.